# الليمون اليمني

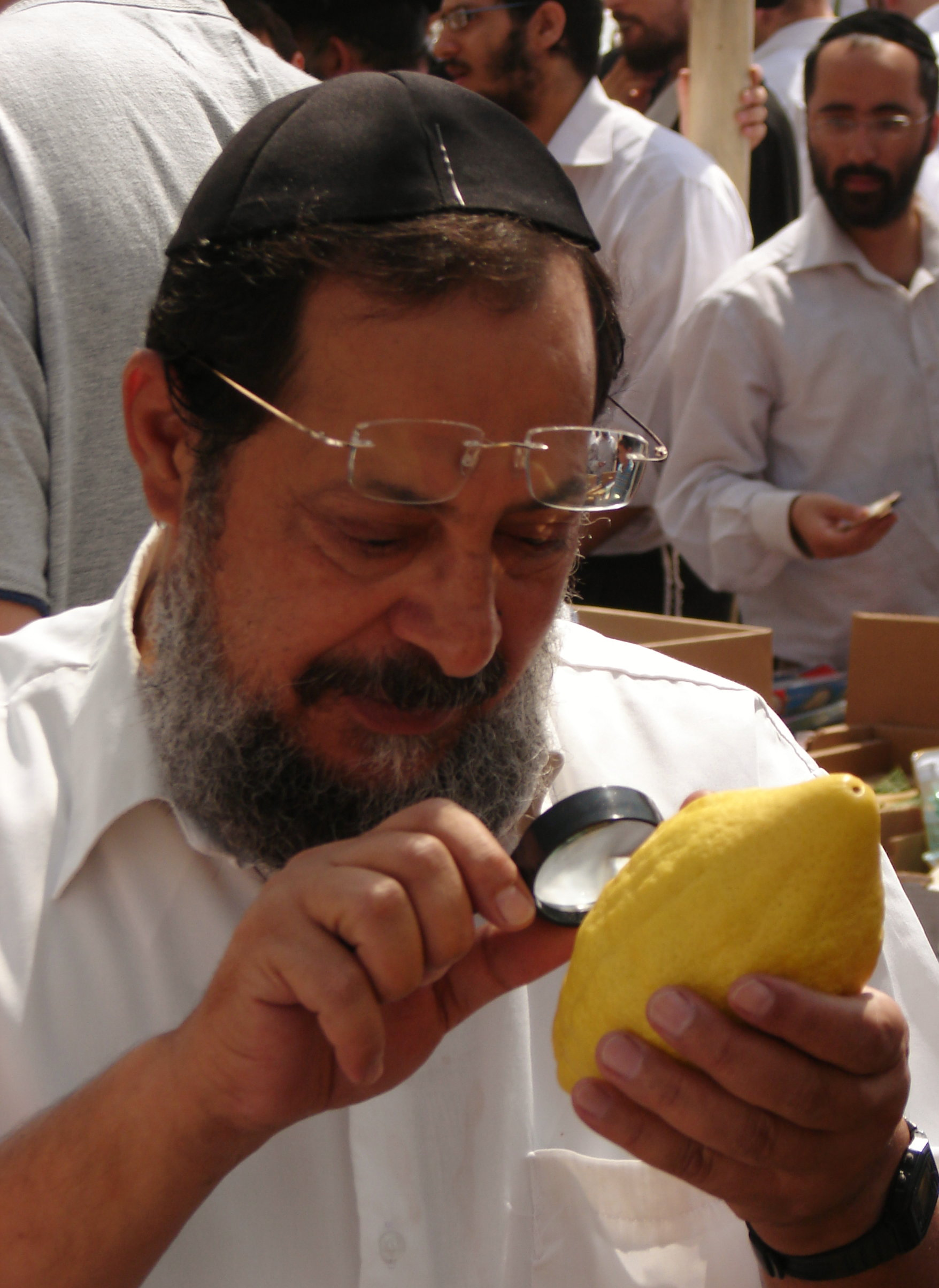
رجل من بني براك يفحص الليمونة اليمنية للتأكد من خلوها من العيوب.

الليمون اليمني مجموعة متنوعة متميزة تحتوي عادة على حويصلات عصير الفاكهة في قطاعات الخاصة به. الشجرة تعتبر أكبر أشجار الليمون في العالم وثمرتها تحتوي على عصارة أكثر.

## تصنيف
على الرغم من اختلافها عن الأصناف القياسية إلا أنها تعتبر من الحمضيات وقريب من بقية الأنواع. على الرغم من أن أنواع أخرى من مزالة اللب الكباد مثل يد بوذا يمكن العثور عليها في الهند والصين فإن معظم الثقافات اليهودية ليست على علم بها. يقول يهود اليمن أنه ذهب معهم من خلال التقليد وحتى أعتقد أنه كان في أيديهم منذ المعبد الأول. ويرى البعض أن غياب اللب هو دليل واضح على نقاء الجينية وأن أصناف أخرى وضعت اللب نظرا لكونها مطعمة على الليمون أو البرتقال. هو محل خلاف هذا الزعم بحكم كون ثمار اليمن شجرة في مجموعة متنوعة الحمضيات لا تحتوي على اللب على الرغم من المطعمة على الجذر الخارجية. تظهر الأبحاث الحالية أن التطعيم لن يسفر عن أي تهجين الذي لا يمكن الحصول عليه عن طريق التهجين من خلال تطبيق حبوب اللقاح من صنف واحد أو أنواع إلى نمط آخر من الأنواع التي تحققت. في ضوء ذلك لا يوجد أي سبب للتشكيك خصوصا عندما تبين الدراسة الجينية أعلاه نقاء الجميع. ولا سيما أنه يظهر الانتماء عال بين النوع اليمني وديامانتي الكباد. ولكن هذا ليس دليلا ليمونية من كل مزارع على حدة.

## إتروغ هاكوشي

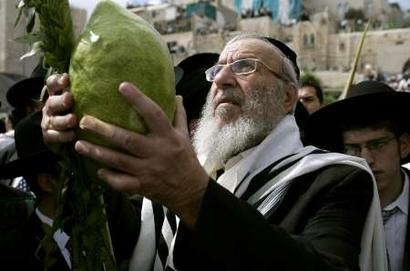
رجل دين يهودي يصلي بالليمون اليمني.

إتروغ هاكوشي (بالعبرية: אֶתְרוֹג הַכּוּשִׁי) مذكور في الميشناه وكذلك في كل من التلمود البابلي والقدسي. التفسير الأكثر شيوعا هو أن الكتاب المقدس يشير كوش بن حام إلى إثيوبيا وهذا الغرض إتروغ هاكوشي ينبغي أن يشير أيضا إلى الشيء الذي يمكن أن يسمى الكباد الإثيوبي. اليهود الإثيوبيين لم يتبعوا ميتزفة الأربعة الأنواع على الرغم من أنها لم توقع مهرجان عيد المظال فضلا عن بقية الانقسامات العرقية اليهودية. هذا قد يكون بسبب افتقارهم إلى القدرة على شراء الأنواع. ويعتقد البعض أن هذا يرجع إلى بعض تأثير القراء الذي يشير إلى أن يتم استخدام الأنواع الأربعة فقط كما تسقيف سوكاح وليس لأحد الطقوس التلويح منفصل عن تفسير الكتاب المقدس. ومع ذلك فإن الكباد اليمني متاح في إثيوبيا وأسواقها حيث يتم بيعها للاستهلاك. وفقا لإريك إسحاق الباحث في وقت متأخر من توزيع الحمضيات والكباد اليمني هو مرادف مع الكباد الإثيوبية نتيجة الحكم الإثيوبي لليمن في الماضي.